# مؤسسة كارنغي في نيويورك
مؤسسة كارنغي في نيويورك (بالإنجليزية: Carnegie Corporation of New York)‏ مؤسسة خيرية أميركية كبرى تلعب دوراً بارزاً في الدفاع عن المُثل الأمريكية والقيم الرأسمالية في العالم. كان أندرو كارنغي، أحد أكبر الصناعيين الأميركيين وصاحب إمبراطورية في مجال صناعة الحديد والصلب، إنسانياً، بتطلعاته وأفكاره. وانطلاقاً من نظرته وآرائه في المجتمع التي تتمحور حول إمكانية الوفاق بين الغني والفقير من خلال السيطرة على الثروة ومعرفة كيفية إدارتها، فقد تعرّف كارنجي على فئات واسعة من المثقفين الأوروبيين (فنانين، فلاسفة، علماء) واستدل من خلال خبرته الصناعية على أهمية الدور الذي يمكن أن يلعبه المثقفون في الدفاع عن الرأسمالية الناشئة. كان كارنجي يرى أنَّ من واجب الرأسمالية المتقدمة تجنيد النخبة في وقت لم تكن فيه الدولة الفدرالية مستعدة بعد للقيام بهذا الدور. والتزاماً بآرائه وأفكاره فقد باع كارنجي، لمورغان، إمبراطوريته الصناعية عاقداً العزم على القيام بمهمة توسيع ونشر الثقافة والعلم، لذا فقد وظّف كل أمواله في بناء مؤسسات خيرية. لقد سبق لمورغان أن بنى مؤسسات خيرية ولكن الهدف من ذلك كان تخفيف عبء الضرائب عنه وبناء شهرته الشخصية من ناحية أخرى (إقامة متحف سنة 1896 وجامعة 1900). بعد هذا التحول وابتداء من عام 1901 بدأ بإنشاء مؤسسات لتشجيع البحث العلمي وأخرى لتمويل الأبحاث العلمية على الصعيد العالمي، برأسمال قدّر ب283 مليون دولار سنة 1970. تعتبر مؤسسة كارنجي ثالث مؤسسة في الولايات المتحدة الأميركية بعد مؤسسة فورد وروكفلر وتعادل مصاريفها مصاريف مؤسسة فورد. إنَّ مؤسسة كارنجي أقل شهرة من غيرها لكنها أكثر شعبية وتنطلق من مبدأ حدده مؤسسها حين قال: «إنَّ المشكلة الكبرى لعصرنا هي كيفية إدارة الثروة والسيطرة عليها بشكل تتعايش فيه روابط الأخوّة بين الغني والفقير».

## المصدر
- موسوعة السياسة للدكتور عبد الوهاب الكيالي

‌